# Tadeusz Olszański (dziennikarz)

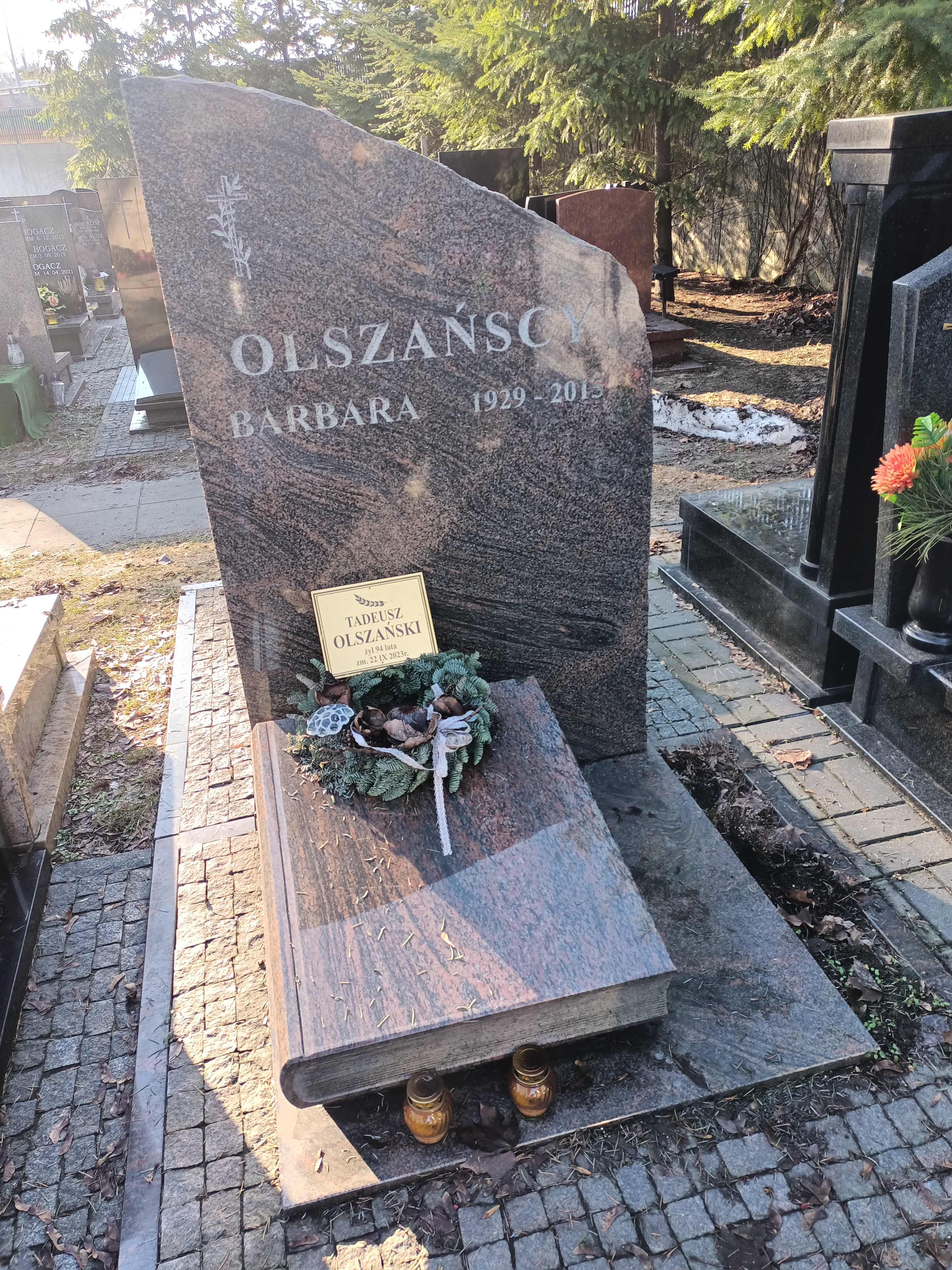
Grób Tadeusza Olszańskiego na cmentarzu Wojskowym na Powązkach

Tadeusz Olszański, ps. i kryptonimy Simenfalvy, T.O., tad. (ur. 28 sierpnia 1929 w Stanisławowie, zm. 22 września 2023 w Piasecznie) – polski dziennikarz, publicysta, tłumacz.

## Życiorys
Urodził się i dzieciństwo spędził na Pokuciu. Był synem Tadeusza (ur. 1878 w Kopyczyńcach pod Tarnopolem) i Katarzyny Simenfalvy (ur. 1898 w Wynohradowie – wówczas węg. Nagyszőlős na Zakarpaciu), z pochodzenia Węgierki. 
W czasie II wojny światowej przebywał jako uchodźca na terenie Węgier, gdzie w latach 1943–1944 uczył się w polskim gimnazjum w Balatonboglar.
Maturę zdał  w 1949 w I Liceum im. Mikołaja Kopernika w Opolu. W 1952 ukończył studia dziennikarskie na Uniwersytecie Warszawskim. Pracował jako dziennikarz specjalizujący się głównie w tematyce Węgier oraz sporcie. W latach 60. kierował działem sportowym w redakcji „Sztandaru Młodych”. Później pracował w redakcji „Sportowca”, Telewizji Polskiej oraz w Krajowej Agencji Wydawniczej. Jako dziennikarz sportowy sześciokrotnie relacjonował igrzyska olimpijskie (od Rzymu 1960 do Moskwy 1980).
Od 1986 był zastępcą dyrektora, a od 1988 do 1990 dyrektorem Ośrodka Kultury Polskiej w Budapeszcie. Swoją fascynację narodem, kulturą i kuchnią węgierską opisał w przewodniku kulinarnym Nobel dla papryki. W latach 1990–1994 pracował jako korespondent Polskiego Radia i Telewizji na Węgrzech oraz w Jugosławii. Następnie do końca życia był publicystą tygodnika „Polityka”.
Był autorem książek o tematyce sportowej, kulinarnej i wspomnień. Jako tłumacz dokonał około 40 przekładów literatury węgierskiej, w tym Chłopców z Placu Broni Ferenca Molnára i Byłem asystentem doktora Mengele Miklosa Nyiszli.
Przyznano mu krajowe i zagraniczne nagrody oraz wyróżnienia.
Należał do Stowarzyszenia Dziennikarzy Polskich i Stowarzyszenia Pisarzy Polskich.
W 2008 opublikował wspomnieniową książkę Kresy kresów. Stanisławów, obejmującą okres dzieciństwa spędzonego w Stanisławowie. W 2010 ukazała się druga część: Stanisławów jednak żyje.
Był żonaty z Barbarą Wandą z domu Gościej (1929–2015). Ojciec Agaty (ur. 1957), historyczki sztuki, i Michała, dziennikarza. Jego wnukiem jest komik Piotr Szumowski.
Zmarł w Piasecznie, pochowany na cmentarzu Wojskowym na Powązkach (kwatera D 26-21-3).

## Twórczość
- Pięć olimpijskich kółek (1967)
- Magia sportu (1972)
- Szybciej, wyżej, dalej (1972)
- Za metą i dalej (1973)
- Magia igrzysk (1974)
- Podróż na Węgry (1975, seria Ze znaczkiem)
- Czwarta runda (1975)
- Olimpiady letnie (1976, seria Wszystko o...)
- Wyżej, nad poprzeczkę (1976)
- Budapeszteńskie ABC (1976, seria ABC)
- Wszystko za medal. Reportaże z Montrealu (1977)
- Nobel dla papryki (1978)
- Czas igrzysk. Od Aten do Moskwy (1980, współaut. Jan Lis)
- Spotkania z Węgrami (1982)
- Czysta gra (1984, współaut. Jan Lis)
- Piłkarskie mistrzostwa świata (1985)
- Gol! (1986)
- Rycerze fair play (1986, komiks, rys. Bogusław Polch)
- Czas igrzysk (1988, współaut. Jan Lis, Benedykt Nosal, Krzysztof Zuchora)
- Synowie Arpada (1988)
- Jeśli nie wygram, umrę! (1988)
- Została legenda. Rzecz o Feliksie Stammie (1989)
- Podróże z łyżką i widelcem (1994)
- Kuchnia erotyczna (1994)
- Mój brat cię zabije! O wojnie w Jugosławii (1995)
- Węgry. Informator turystyczny (1999)
- Osobista historia Olimpiad (2000)
- Wędrówki po kuchniach świata (2003)
- Na węgierskim stole pysznie i domowo (2003, współaut. Klara Molnar)
- Kresy kresów. Stanisławów (2008)
- Stanisławów jednak żyje (2010)
- Na węgierskim stole (2015, współaut. Klara Molnar)
- Igrzyska osobiście (2021)
- Było, minęło, zostało w pamięci (2022, autobiografia)

### Tłumaczenia
- Béla Rajki Technika pływania (1959)
- Sándor Gergely Po grudzie (1965)
- Miklós Nyiszli Pracownia doktora Mengele: wspomnienia lekarza z Oświęcimia (1966; także jako Byłem asystentem doktora Mengele)
- Ferenc Sánta Dwadzieścia godzin: Kronika (1967)
- Tibor Cseres Zimne dni (1968)
- László Gyurkó Lenin – październik (1970)
- Tibor Déry Wyimaginowany reportaż z amerykańskiego pop-festiwalu (1971)
- Géza Ottlik Szkoła na granicy (1973, seria Proza Współczesna)
- Éva H. Balázs O gwiazdce, która uciekła z nieba (1973)
- Tibor Déry Jednouchy (1978, seria Nike)
- József Balázs Madziarzy (1979)
- Ákos Kertész Makra czyli Cena przegranej (1980, seria Kolekcja Literatury Węgierskiej)
- Antal Végh 90 minut (1983)
- László Gyurkó W cieniu śmierci (1987)
- László Gyurkó Błogosławione piekłowędrowanie doktora Faustusa (1987, seria Klub Interesującej Książki)
- Ferenc Molnár Chłopcy z Placu Broni (1989)
- Szabolcs Szerdahelyi Seksobój (1991)
- Béla Hamvas Filozofia wina (2001)

## Odznaczenia i nagrody
- Krzyż Oficerski Orderu Odrodzenia Polski (1999)[5]
- Medal 100-lecia Polskiego Komitetu Olimpijskiego (2021)[6]
- Odznaka Honorowa ZAiKS-u (2009)[7]
- Krzyż Oficerski Orderu Zasługi Republiki Węgierskiej (Węgry, 2009)[8][9]

## Nagrody
- nagroda Fair Play UNESCO za książkę napisaną z Janem Lisem pt. Czysta Gra (1988)[10]
- Srebrny Wawrzyn Olimpijski za książki o tematyce sportowej (dwukrotnie)
- Złoty Wawrzyn Olimpijski w dziedzinie literatury za książkę Osobista historia olimpiad
- nagroda literacka im. Tibora Deryego
- Nagroda literacka ZAiKS-u dla tłumaczy (2006)[7]
- Nagroda Literackiej Premiery Miesiąca za książkę Kresy Kresów, Stanisławów (listopad 2008)[11]
- Nagroda im. Witolda Hulewicza za całokształt twórczości prozatorskiej, tłumaczenia literatury węgierskiej oraz uprawianie tematyki sportowej (2013)[12]